# Ilja Alexandrowitsch Saz

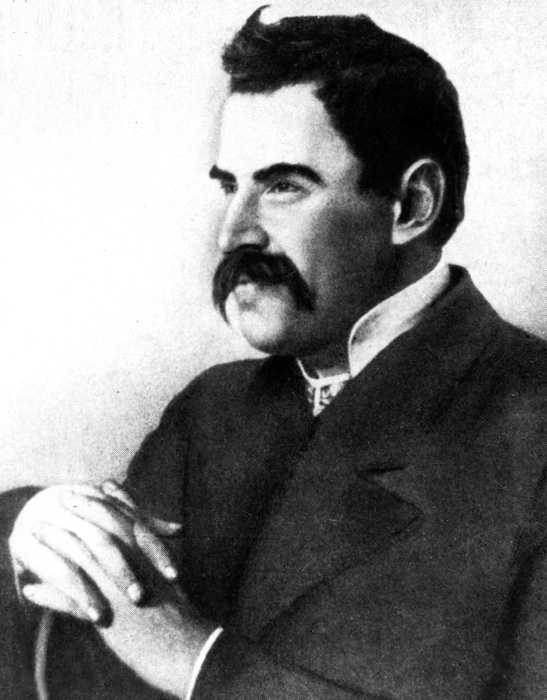
I. A. Saz

Ilja Alexandrowitsch Saz (Ilya Aleksandrovich Sats, russisch Илья Александрович Сац; * 30. April 1875 in Tschernobyl; † 24. Oktober 1912 in Moskau) war ein russischer Komponist.

## Leben
Saz schrieb unter anderem die Musik zu dem Bühnenwerk Der blaue Vogel von Maurice Maeterlinck.
Ilja Saz war ein Bruder der Schauspielerin Natalja Rosenel und Vater der Theaterleiterin Natalija Saz.